# Josep Subils Valls
Josep Subils Valls (Barcelona, 1938 - Bor, Bellver de Cerdanya, 8 d'agost de 1965) fou un espeleobussejador, membre del SES, EDECA i president del Comitè Regional d’Exploracions Subterrànies futura FCE (1965), conegut per ser un dels pioners en espeleologia subaquàtica a Espanya.

## Biografia
Va formar part del SES Puigmal on comença a especialitzar-se en espeleologia des de ben jove. A la campanya de Terol de 1961 Josep Subils recorre la serra del Baix Aragó, Serra d'Albarrasí i Camarena de la Sierra, a la recerca de coves a la província per realitzar un inventari d'aquestes. La setmana santa de 1961 Josep Subils, el seu germà Francesc i Francesc Cardeña descobreixen al municipi de Molinos unes grutes de cristall, on troben restes humanes i animals, aquest descobriment fou seguit d'unes altres coves.
A la campanya al Solsonès de 1963 cal destacar l'exploració de l'avenc Montserrat Ubach. Va descobrir dos nous coleòpters hipogeus troglobis: Troglocharinus subilsi i Geotrechus ubachi.
El 8 d'agost de 1965 Josep Subils i Ferran Godoy ingressen a una zona aquàtica no explorada de la fou del Bor, queden atrapats i incomunicats al sifó de la galeria Badalona mentre l'intentaven superar amb escafandres. Aquella mateixa nit els seus companys fan una recerca per trobar-los però sense èxit. L'endemà la notícia surt a la portada de tots els diaris. Després de vuit dies d'intensives recerques per part de la policia van trobar els cossos sense vida dels dos espeleòlegs.